# Медийно влияние
Терминът медийно влияние (или понякога като медийни ефекти) се използва в медиазнанието, психологията, теорията на комуникацията и социологията като означава ефекта, който масмедиите оказват върху влияние върху публичното мнение, върху мисленето и моделът на поведение на аудиторията си.
В началото на 20 век някои критици предполагат, че масмедиите действат ограничаващо или дори разрушително на възможностите на индивидите да действат автономно. Но в същото време днес, Интернет дава възможност на зрителите и читателите да изразяват своето мнение под отразяваните от медиите новинарски теми и това повлиява на медиите, в известна степен, върху кои събития да концентрират вниманието си.